# Famille Pidoux (Jura, Nozeroy)
Pour les articles homonymes, voir Pidoux et Familles Pidoux.
La famille Pidoux, est une famille originaire du Jura qui a pour auteur  Louis Pidoux, médecin à Nozeroy au XVIIe siècle.

## Histoire
La famille Pidoux originaire du Jura serait une branche de la famille Pidoux, du Poitou, « qui se serait détachée de la branche ainée » venue s'installer en 1613 à Nozeroy en Franche-Comté en la personne d'un Louis Pidoux, présenté comme Louis Pidoux qui était en 1610 étudiant de l'université de Poitiers.
Cette famille Pidoux du Jura reste ignorée jusqu'au début du XXe siècle des nobiliaires et des ouvrages consacrés à la famille Pidoux, du Poitou, est mentionnée comme une branche de celle-ci pour la première fois en 1901 par Oscar de Poli dans Notice historique et généalogique sur la famille Pidoux.

L'auteur donne comme source, pour établir cette filiation, les archives de Pierre André Pidoux (autorisé en 1921 à s'appeler Pidoux de Maduère), en précisant que les originaux des actes n'existent plus,.
D'après l'auteur, une branche de la famille Pidoux s'établit en 1613 en Franche-Comté dans des circonstances romanesques.
On trouve néanmoins des porteurs du nom "Pidoux" en Franche-Comté avant cette date de 1613 (un Jean Pidoux est gipseur à Salins en 1535).
Il donne comme auteur à cette branche :
- Un Louis Pidoux (1588-1640), présenté comme Louis Pidoux l'un des fils de Jean Pidoux († 1610), médecin du roi et doyen de la faculté de Poitiers et de Françoise Bobé, qui se serait épris d'Isabelle du Plessis (1582-1648), qui aurait été une sœur du cardinal de Richelieu. Il écrit que des raisons inconnues contrarièrent cette union et que les deux amants vinrent en Franche-Comté (alors possession du roi d'Espagne) et se marièrent à Dôle le 2 juin 1613[7],[8]. Il indique que Louis Pidoux vécu avec son épouse à Nozeroy (Jura) où il exerça la profession de médecin et qu'ils eurent trois enfants : 1) Gabriel Pidoux, tué en 1639 au siège de Nozeroy, 2) Antoine qui suit, 3) Elisabeth, religieuse[9].

Oscar de Poli note dans sa Notice historique et généalogique sur la famille Pidoux (1901) qu'Isabelle Françoise du Plessis ne se retrouve dans aucune des généalogies de la famille du Plessis de Richelieu et que l'acte de mariage original du 2 juin 1613 ne se retrouve pas non plus dans les registres de la collégiale de Dole. Il écrit à ce sujet :
« Malgré mes recherches, je n'ai pu trouver cette Isabelle Françoise dans aucune des généalogies de la famille de Richelieu,, mais cela ne saurait nous étonner; elle est comme morte pour les siens après 1613, de même que Louis Pidoux ; pour les actes antérieurs (...) Du reste, tout doute est impossible en présence de l'acte de mariage dont si l'original est malheureusement perdu, nous avons une copie authentique (conservée en 1901 dans les archives de M. Pidoux) donnée le 30 novembre 1749 sous la signature de M. de Pourcheresse d'Avanne, doyen du chapitre collégial de Notre-Dame  de Dole, dans les registres de qui l'acte était conservé. ».
Oscar de Poli écrit : « Louis Pidoux et Isabelle Françoise du Plessis furent inhumés dans la nef centrale de l'église collégiale de Nozeroy, près de leur fils Gabriel. Ces deux tombes ornées de leurs armoiries ont depuis disparu. Les inscriptions en sont conservées par des relevés du XVIIIe siècle(conservés en 1901 dans les archives de M. Pidoux) :

« Ci-Gyst noble homme messire Pidoux, escuyer Dr de la Vénérable Univ. de Poitiers qui trépassa le 10e du mois de nov., l’an 1640, et damoiselle Ysabel-Françoise du Plessis qui trépassa le 5e de juin, an 1648. Sr, recevez-la dans votre paix éternellement avec l’époux qu’elle a tant aimé. »,.
L'épitaphe de leur fils Gabriel Pidoux relate sa mort « pro patria » et le déclare « nobilissîmis ortus parentibus ».
Pierre André Pidoux de la Maduère rédigea dans La Revue des Deux Mondes (1er novembre 1936) avec Maximilien Deloche un article intitulé : « Une sœur ignorée de Richelieu »  sur la découverte de cette sœur jusque-là inconnue et le rattachement de sa famille à la famille Pidoux la famille du Poitou.

Pierre Grillon, spécialiste de Richelieu et éditeur des Papiers de Richelieu écrit à ce sujet : « L'histoire s'écrit avec des documents authentiques et des témoignages contrôlés, et non avec des affirmations ou des hypothèses dépourvues de fondement (...) M. Pidoux de la Maduère affirme qu'un de ses lointains parent, nommé Louis, avait épousé, en juin 1613, une sœur inconnue du cardinal de Richelieu (...) Ce silence général observé par les contemporains sur une prétendue "sœur ignorée" du cardinal de Richelieu ne peut avoir qu'une explication: c'est que cette sœur n'a jamais existé, si ce n'est dans l'imagination de ceux qui ont "arrangé", en 1749, la copie de l'acte de mariage de Louis Pidoux de la Maduere »
Descendance
- Antoine Pidoux (fils du précédent) épousa en 1632 Barbe Cousin. Ils eurent six enfants, dont Pierre et  Mathieu († avant 1701) qui firent souche en Franche-Comté et Balthasar qui se fixa en Suisse dans les canton de Vaud et de Fribourg ou sa postérité subsistait encore au début du XIXe siècle[13].
- Pierre Pidoux (fils ainé du précédent) épousa en 1660 Marie Sordet. Ils eurent plusieurs enfants dont Gibert qui continua la famille[14].
- Gilbert Pidoux (fils du précédent) qualifié dans son contrat de mariage "écuyer, licencié es droit" épousa le 23 avril 1724 Céline du Tronchet. Ils eurent 5 enfants : Céline, Augustin qui fut religieux, Claude-François et Edme sans postérité et Jean-Pierre qui suit[14].
- Jean-Pierre Pidoux (né après 1724 et décédé en 1786), "écuyer et bourgeois de la ville de Saint-Claude", s'établit à Orgelet dans le Jura où il épousa Anne Claude Louvrier[14]. Ils eurent 17 enfants dont Gaspard Hyacinthe et Guillaume qui suivent.
- Gaspard Hyacinthe Pidoux (1752-1793) (fils de Jean-Pierre Pidoux et d'Anne Claude Louvrier, fut cornette de cavalerie, officier dans l'armée des Princes. Il est grièvement blessé et meurt de ses blessures à Landau le 18 septembre 1793. Il est fait chevalier de Saint Louis en émigration par le Comte de Provence.
- Guillaume Pidoux (frère du précédent), principal du collège de Saint-Claude, dont Louis-César qui suit.
- Louis César Pidoux († 1847) (fils du précédent) principal du collège d’Orgelet, puis du lycée de Lons-le-Saunier, ardent promoteur des œuvres sociales. Marié à Marie Thérèse Victoire Camuset, il a sept enfants dont Victor qui suit.
- Victor Pidoux (1807-1879), avocat et député du Doubs en 1849. Avec lui s'éteignit son rameau. Sa fille unique Bathilde, (1839-1905) épousa le baron d'Encausse de Labatut[15]. Hervé d'Encausse et Philippe d'Encausse sont leurs descendants directs.
- Claude François Hermann Pidoux (30 octobre 1808-12 août 1882). Docteur en médecine. Ses publications dans le Journal des connaissances médico-chirurgicales suivies en 1836 de la parution du Traité de thérapeutique auquel Armand Trousseau l'associe connaissent un grand succès. Il accepte en 1861 le poste d'inspecteur des Eaux-Bonnes, station thermale des Pyrénées, où pendant vingt ans, il devient consultant avec au nombre de ses patients l'Impératrice Eugénie. Président de la Société française d'hydrologie, il est élu en 1864 à l'Académie nationale de médecine. Il est fait chevalier puis commandeur de la Légion d'honneur. En 1873 ses Études sur la phtisie lui valent le Prix de la faculté de Médecine de Paris. Il laisse son nom à une variété de toux que l’on appelle la « toux émétisante de Pidoux ». De son mariage avec Euphrasie Rebours, il laissa un fils mort jeune et trois filles[16].

Cette famille Pidoux en Franche-Comté ne figure pas à la capitation de la noblesse de Franche-Comté pour 1788 et ne figure pas aux assemblées de la noblesse de Franche-Comté de 1789.

## Famille Pidoux originaire de Mièges (Jura) dont le lien avec la précédente n'est pas établi
Pierre-Marie Dioudonnat indique une famille subsistante du nom de Pidoux originaire de Mièges. Il écrit : « cette famille a pour auteur Jean-Pierre Pidoux, épicier et bourgeois, né en 1702 à Mièges (Jura). Elle obtint par jugement de 1921 l'autorisation de joindre à son patronyme le nom de : de la Maduère. Doit-on la considérer comme un rameau détaché de la branche ainée en 1613 fixé en Franche-Comté et inconnu des nobiliaires.
- Jean-Pierre Pidoux, épicier et bourgeois, né en 1702 à Mièges (Jura)[19] (né en 1702, il ne s'agit donc pas de Jean-Pierre Pidoux "écuyer et bourgeois de la ville de Saint-Claude", né après 1724 - année du mariage de ses parents Gilbert Pidoux et Céline du Tronchet-, qui s'établit à Orgelet (Jura) où il épousa Anne Claude Louvrier et mourut en 1786)[14].
- François Augustin Albin Pidoux († 1er janvier 1871 à Dole) percepteur à Morez (Jura), marié le 18 janvier 1844 à Anne Silvie Lacroix[19], dont :
  - Pierre Marie Pidoux (1844-1898), vice-président du conseil général du Jura, administrateur du comptoir d'escompte de Dole (Jura). Marié à Lucile Daloz[19], dont :
    - Pierre André Pidoux de La Maduère (Pierre André Pidoux de Maduère dit) (1878-1955) (fils du précédent), docteur en droit, juge au tribunal de Pontarlier, archiviste paléographe, membre de l’Académie des sciences, belles-lettres et arts de Besançon et de Franche-Comté, camérier d'honneur du pape Pie X. Il prit le nom Pidoux de Maduère, changement autorisé par jugement du tribunal civil de Dole du 2 mars 1921[20],[19]. Il épousa en 1902 à Marie Joséphine Jacqueline Jeanne Carol, dont :
      - Xavier Pidoux de La Maduère (François Xavier Laurent Pidoux de Maduère[21] dit) (1910-1977), homme politique français. Marié le 20 septembre 1938 à Madeleine Marguerite Françoise Marie Baills.